# 普兰无心菜
普兰无心菜（学名：Arenaria puranensis）是石竹科无心菜属的植物，为中国的特有植物。分布在中国大陆的西藏等地，见于山坡砾石堆湿润处，目前尚未由人工引种栽培。